# Saarlouis Hornets
Saarlouis Hornets est un club allemand de baseball basé à Sarrelouis évoluant en championnat d'Allemagne.

## Histoire
Fondé en 1992, les Hornets accèdent à l'élite du baseball masculin allemand à l'issue de la 2000. 7e du groupe Sud en 2001, 6e en 2002 et 5e en 2003, 2004, 2005 et 2007, les Hornets accèdent aux playoffs en 2006 en terminant 4e du groupe Sud. Leur parcours s'arrête en quarts de finale.
Le club organise depuis 2005 un tournoi nommé « Roi Soleil » en référence à Louis XIV, fondateur de la ville.